# 6563 Steinheim
6563 Steinheim (1991 XZ5) là một tiểu hành tinh vành đai chính được phát hiện ngày 11 tháng 12 năm 1991 bởi F. Borngen ở Tautenburg.